# Robert Briçonnet
Robert Briçonnet (Tours, 1450 circa – Moulins, 3 giugno 1497) fu un prelato francese del XV secolo che divenne arcivescovo di Reims e cancelliere di Francia.
Proveniva da una nobile famiglia originaria della Turenna che si estinse durante il regno di Carlo V di Francia.
Il padre, Jean Briçonnet, (†1493), detto "il padre dei poveri", era signore di Varennes, di Chanfreau, segretario del re, 1º sindaco della città di Tours, eletto l'8 ottobre 1462. La madre, Jeanne Berthelot (†1510), era figlia di Jean Berthelot, maestro della chambre aux deniers del re, e di Perronnelle Thoreau.
Erano suoi fratelli Guillaume († 1477), Jean, Martin, Pierre e Guillaume Briçonnet, che diventò cardinale.

## Biografia

### Gli studi ed il canonicato
Robert compì i suoi studi all'Università di Orléans. All'età di circa 21 anni, nel 1471, divenne procuratore a Touraine e nel 1475 ottenne un canonicato, una prebenda e la prevostura della Basilica di San Martino di Tours, pur proseguendo gli studi.
Verso il 1477 si laureò in  utroque jure e nello stesso anno divenne canonico della chiesa di San Quintino
L'anno successivo divenne maestro di scuola della Basilica di San Martino di Tours
e successivamente canonico dell'Abbazia di Saint-Aignan ad Orléans.
Il 12 novembre del 1481 fu nominato consigliere al Parlamento di Parigi, chierico durante il regno di Luigi XI.

### Vescovo ed arcivescovo
Nel 1486 fu eletto Vescovo di Fréjus, dietro raccomandazione di Carlo VIII, carica che tenne per circa due anni.
Nel 1488 fu nominato abate dell'Abbazia di Saint-Vaast di Arras, ove il fece il suo giuramento di fedeltà il 4 luglio 1489..
Il 17 aprile 1490 divenne presidente della Camera delle Inchieste del parlamento di Parigi, carica che mantenne fino al 2 dicembre 1493.
Il 14 novembre del 1493 il capitolo dei canonici della cattedrale di Notre-Dame di Reims lo nominò arcivescovo di Reims, il 77º, e Carlo VIII lo fece duca e pari di Francia.
Il 27 agosto 1494 fu nominato presidente della camera dei Conti. Egli accompagnò Carlo VIII nella sua campagna in Italia per la conquista del Regno di Napoli e il 30 aprile 1495, il re gli conferì il titolo di Garde des sceaux de France, ed il 30 agosto dello stesso anno gli fu conferita la carica di cancelliere di Francia, con lettera consegnatagli a Torino.

### Decesso
Accompagnando il re, recatosi a Moulins nel Borbonese, per affari di stato, cadde ammalato di una forte febbre e morì il 3 giugno del 1497. La sua salma riposa nella Basilica-cattedrale di Nostra Signora dell'Annunciazione a Moulins.